# Anicio Probo Fausto
Flavio Anicio Probo Fausto Nigro (latino: Flavius Anicius Probus Faustus Niger; fl. 490–506) è stato un politico romano, influente alla corte del re degli Ostrogoti Teodorico il Grande.

## Biografia
Appartenente alla nobile famiglia degli Anicii e genero di Gennadio Avieno, console del 450, fu uno dei due uomini più influenti degli anni 460, secondo Sidonio Apollinare.
Nel 490 fu nominato console da Odoacre, re d'Italia. Nel 491, tra la sconfitta di Odoacre sull'Adda per mano del re degli Ostrogoti Teodorico il Grande e la vittoria definitiva del nuovo signore d'Italia, Fausto si recò a Costantinopoli assieme a Rufio Postumio Festo, per perorare il riconoscimento di Teodorico quale viceré d'Italia presso l'imperatore Zenone. Dopo la caduta di Odoacre (493), il prestigio di Fausto non diminuì, anche grazie alla sua presa di posizione e alla sua ambasciata in favore del re degli Ostrogoti presso il nuovo imperatore Anastasio I: Teodorico lo confermò o nominò magister officiorum nel 493, poi questore (505/506), infine patricius e prefetto del pretorio d'Italia negli anni 507-512. Durante lo scisma laurenziano, Fausto sostenne l'elevazione a papa di Lorenzo, in opposizione a quella di Simmaco.
Ebbe due figli, entrambi consoli, dalle due mogli. Da Stefania, figlia di Gennaio Avieno, ebbe Rufio Magno Fausto Avieno, console in giovane età nel 502, e da Ciniegia ebbe Flavio Ennodio Messala, console nel 506. Era anche parente e patrono del poeta Magno Felice Ennodio, che fece ordinare sacerdote nel 493.